# Stöchiometrische Zahl
Stöchiometrische Zahlen (auch stöchiometrische Koeffizienten oder Stöchiometriezahlen) mit dem Formelzeichen {\displaystyle \nu } (ny) dienen der Angabe der Stoffmengenverhältnisse, in denen Stoffe in einer chemischen Reaktion umgesetzt werden. Stöchiometrische Zahlen sind für Produkte positiv und für Reaktanden negativ, in Reaktionsgleichungen taucht jedoch nur ihr Betrag auf.
{\displaystyle |\nu _{\mathrm {A} }|\,\mathrm {A} \ +\ |\nu _{\mathrm {B} }|\,\mathrm {B} \ +\ \dots \longrightarrow \ |\nu _{\mathrm {K} }|\,\mathrm {K} \ +\ |\nu _{\mathrm {L} }|\,\mathrm {L} \ +\ \dots }
Der Faktor 1 wird meist weggelassen.
Beispielsweise ist für die Reaktion
{\displaystyle 4\,\mathrm {Fe} +3\,\mathrm {O} _{2}\longrightarrow 2\,\mathrm {Fe} _{2}\mathrm {O} _{3}}
die stöchiometrische Zahl von Eisen(III)-oxid {\displaystyle \nu (\mathrm {Fe} _{2}\mathrm {O} _{3})=+2}, die von Eisen {\displaystyle \nu (\mathrm {Fe} )=-4} und die von Sauerstoff {\displaystyle \nu (\mathrm {O} _{2})=-3}. Verhältnisse stöchiometrischer Zahlen (ohne Vorzeichen) werden oft als Stöchiometriefaktor bezeichnet.

## Abhängigkeit von der Formulierung der Gleichung
Die stöchiometrischen Zahlen in einer Reaktionsgleichung können beliebig mit rationalen Zahlen multipliziert werden, wobei die Verhältnisse der stöchiometrischen Zahlen erhalten bleiben. Dies illustriert die folgende alternative Formulierung der obigen Gleichung:
{\displaystyle \textstyle 2\,\mathrm {Fe} +{\frac {3}{2}}\,\mathrm {O} _{2}\longrightarrow \mathrm {Fe} _{2}\mathrm {O} _{3}}.
Auch in dieser Reaktionsgleichung ist das Verhältnis zwischen der gebildeten Stoffmenge an Eisenoxid und der umgesetzten Stoffmenge an Eisen {\displaystyle \textstyle {\frac {1}{2}}}, die Werte der Stöchiometriezahlen selbst unterscheiden sich aber.
Eine Sonderstellung unter den Formulierungen einer Reaktion mit gegebener Stöchiometrie stellt die Kardinalgleichung dar. Hier sind alle Stöchiometriekoeffizienten ganze Zahlen, die keinen gemeinsamen Teiler aufweisen (kleinstes ganzzahliges Verhältnis). Die stöchiometrischen Zahlen in einer Kardinalgleichung sind bis auf ihr Vorzeichen eindeutig, wobei eine Umkehrung des Vorzeichens einer Formulierung der Rückreaktion gleichkommt.
In stöchiometrischen Rechnungen wird immer mit Verhältnissen von stöchiometrischen Zahlen gerechnet, sodass dort die Formulierung der Reaktionsgleichung keine Rolle spielt. Bei der Berechnung von Gleichgewichtskonstanten werden dagegen die stöchiometrischen Zahlen selbst verwendet. Eine Verdopplung der stöchiometrischen Zahlen geht dann mit einer Quadrierung der Gleichgewichtskonstanten einher, eine Umkehrung ihrer Vorzeichen ergibt das Reziproke der Gleichgewichtskonstanten. Bei Rechnungen, in denen stöchiometrische Zahlen nicht nur in Form ihrer Verhältnisse verwendet werden, muss demzufolge immer eine Reaktionsgleichung angegeben werden, da die berechneten Größen sonst nicht interpretiert werden können.